# Jack Semple
Jack Semple (* 1957 in Regina, Kanada) ist ein kanadischer Bluesmusiker. Der mehrfach preisgekrönte Gitarrist wurde durch zahlreiche Live-Auftritte und Albenveröffentlichungen sowie Arbeiten für das kanadische Fernsehen landesweit bekannt.

## Leben
Semple wuchs als Farmerssohn mit fünf Geschwistern auf einem Bauernhof nördlich der Distriktstadt Regina in Saskatchewan auf. In seiner Jugend spielte er zunächst als Gitarrist in mehreren lokalen Bands der Stadt, bevor er in den späten 1980ern nach Toronto zog, um Karriere zu machen. Er wurde Leadgitarrist der damals populären The Lincolns, die Funk und Rhythm and Blues spielten. Nach rund zwei Jahren mit der Band entschied Semple, lieber eine Solokarriere zu starten und nach Saskatchewan zurückzukehren. Er wollte sich auch stärker um seine neu gegründete Familie kümmern.
Ab 1991 begann er, Alben mit eigenem Song-Material zu veröffentlichen. Das erste war der Konzertmitschnitt Live from Formerly's. 1992 gewann er den MuchMusic „Guitar Wars“-Wettbewerb. In den 1990ern folgten drei Studioalben und 2001 erneut ein Live-Album, Live at Kaos.
Das Album mit dem französischsprachigen Titel  Qu'appelle („was ruft“) aus dem Jahr 2004 brachte ihm 2005 den Western Canadian Music Award für die 'herausragende Instrumentalaufnahme' ein. 2006 veröffentlichte er zwei Alben, Cool Yule und  Tribute to Lightfoot.
In der wöchentlichen nationalen Radiosendung Saturday Night Blues war er ebenso öfter vertreten wie auf den beiden Best-of-Alben Saturday Night Blues (CBC, 1991) und  Saturday Night Blues: 20 Years (CBC, 2006).  Die populäre CBC-Radiosendung besteht aus einem Mix aus traditionellem Blues aus den Petersen Vaults, Konzertmitschnitten, Interviews und Neuerscheinungen.  Zwischendurch spielte Semple außerdem die titelgebende Hauptrolle in dem Fernsehfilm Guitarman aus dem Jahr 1994. 1999 und 2000 war er für einen Gemini Award für seinen Soundtrack zur Fernsehserie Incredible Story Studio nominiert.
Seit 2009 ist Semple Music Director des Saskatchewan Pavilion. 2011 war er einer der großen Namen auf dem P.E.I. Jazz and Blues Festival in Charlottetown auf Prince Edward Island, das zugleich die kleinste kanadische Provinz ist.

## Diskografie (Auswahl)
- 1991 Live from Formerly's
- 1994 Sneakin' Suspicion
- 1995 Grey and Yellow
- 1997 Saskadelphia
- 2001 Live at Kaos
- 2004 Qu'appelle, dafür Western Canadian Music Award 2005[5]
- 2006 Cool Yule
- 2006 Tribute to Lightfoot
- 2012 In The Blue Light
- 2017 Live at Mount Baker Rhythm and Blues Festival